# Жељка Стричевић
Жељка Стричевић (Нови Сад, 24. април 1979.) је српска позоришна, телевизијска и гласовна глумица. Дипломирала глуму на Академији уметности у Новом Саду, у класи професора Михаила Јанкетића.

## Улоге

### Позориште

#### Позориште на Теразијама
- Ивана Димић, Гоље, режија: Југ Радивојевић (2001)
- Хамлет, Хамлет Еуротреш, текст и режија: Филип Вујошевић и Маја Пелевић (2008)

#### Мадленијанум
- Гордана Куић, Мирис кише на Балкану (2009)[2]

#### Представе за децу
- Паткица жуткица, Позориште чарапа

### Филмографија

#### Филм и серија
| Год.       | Назив                   | Улога                    |
| ---------- | ----------------------- | ------------------------ |
| 2000-е     |                         |                          |
| 2003.      | Звездан епизода студент | Наташа                   |
| 2004.      | Журка                   | Тања                     |
| 2004-2006. | Стижу долари            | Данилова сестра Љепосава |
| 2005.      | Јелена                  | Болничарка Жељана        |
| 2007.      | Божићна печеница        | Наста - конобарица       |
| 2007-2008. | Кафаница близу СИС-а    |                          |
| 2007.      | Шумска школа            | Луткарка                 |

#### Цртани филмови и серије
| Година синх. | Цртани филм               | Улога             |
| ------------ | ------------------------- | ----------------- |
| 2006.        | Пирати са Пацифика        | сви женски ликови |
| 2008.        | Морнар Попај (Blue House) | Олива итд.        |